# Las parvas (Martín Malharro)
Las parvas es una pintura en óleo del artista argentino Martín Malharro expuesta en el Museo Nacional de Bellas Artes (Argentina).